# Consensusdemocratie

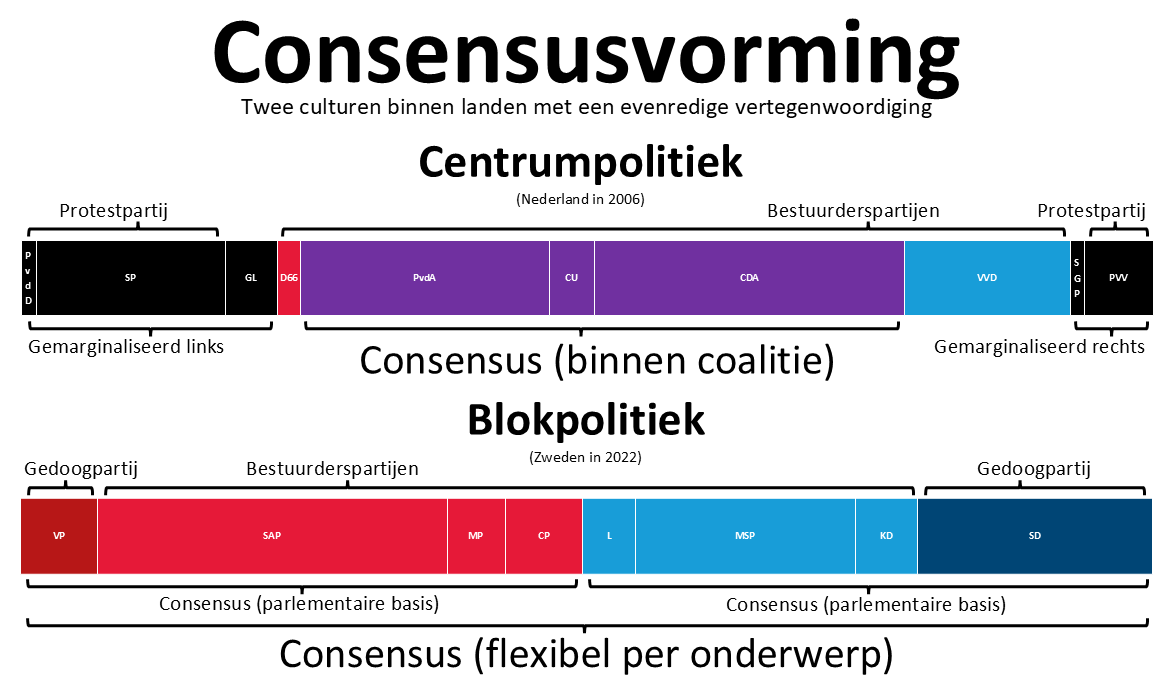
In landen met centrumpolitiek wordt de consensus in het midden gezocht met uitsluiting van partijen daarbuiten als gevolg. In landen met blokpolitiek is er sprake van een dubbele consensusvorming: het rode en het blauw blok strijden beide om de verkiezingswinst.

Consensusdemocratie is een bestuursmodel en politieke cultuur waarin meerdere politieke partijen en maatschappelijke groepen invloed hebben op het besluitvormingsproces, met als doel tot brede overeenstemming te komen en minderheden te beschermen. Het model is gebaseerd op machtsspreiding, samenwerking en inclusie, en staat tegenover het model van conflictdemocratie dat gangbaar is in landen met meerderheidsstelsels, waarin de winnende partij doorgaans de beslissende zeggenschap heeft zonder noodzaak tot compromis.
Consensusdemocratieën komen vaak voor in landen met een parlementair systeem, evenredige vertegenwoordiging en representatieve democratie. Hier zijn coalitievorming en onderhandelingen essentieel voor stabiel bestuur. Overleg tussen overheid, werkgevers, vakbonden en maatschappelijke organisaties is hier bovendien gangbaar om breed gedragen beleid te realiseren. Veel genoemde voorbeelden van consensusdemocratieën zijn Nederland, met zijn poldermodel, België en Zwitserland. Landen die bekend staan om hun voorkeur voor het vermijden van confrontatie en het streven naar het vinden van gemeenschappelijke grond.

## Dubbele consensus

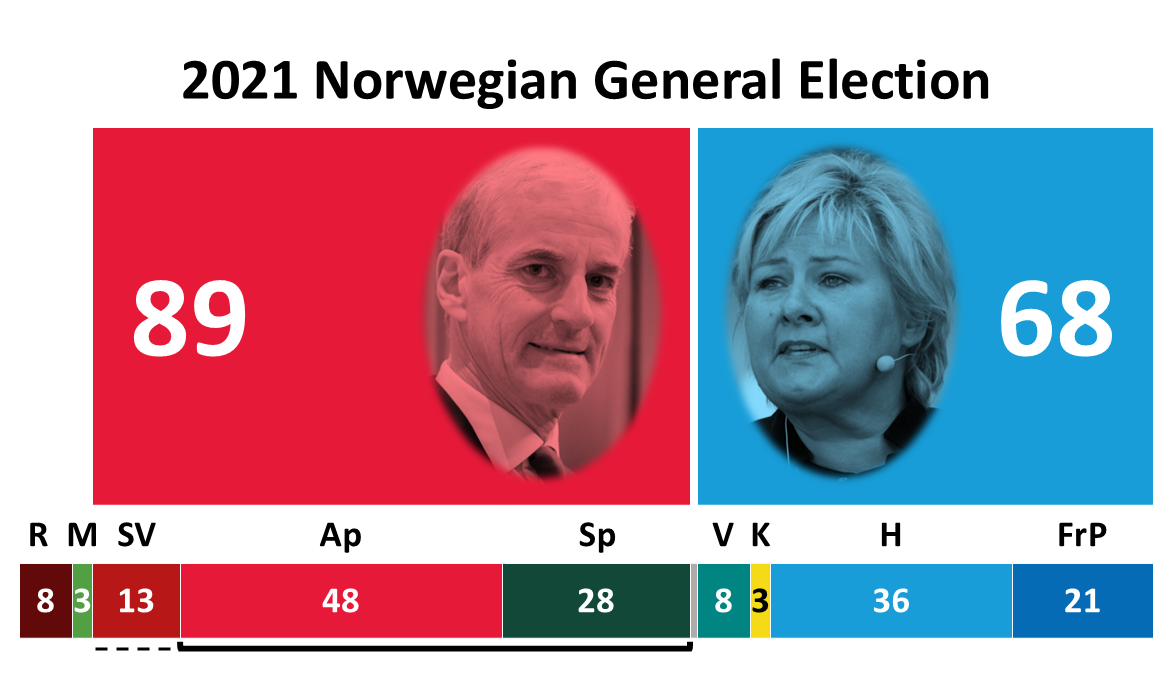
In Noorwegen worden zowel de linkse flankpartijen Rødt en Sosialistisk Venstreparti als de rechtse anti-immigratiepartij Fremskrittspartiet standaard betrokken bij consensusvorming.

In Scandinavië en Nieuw-Zeeland wordt het politieke debat vormgegeven door blokpolitiek, waarbij linkse en rechtse partijen zich binnen vaste blokken organiseren. Dit creëert een hybride systeem dat kenmerken van zowel consensusdemocratie als conflictdemocratie combineert. Hoewel de blokken het tegen elkaar opnemen, dwingt het juist een noodzaak tot samenwerking binnen elk blok af. Dit komt doordat de partijen binnen een blok elkaars steun nodig hebben om verkiezingen te kunnen winnen. Hierdoor stimuleert concurrentie tussen blokken een inclusieve en parlementsbrede consensusvorming. Daarnaast leidt het ook tot samenwerking buiten de blokken omdat blokpolitiek de stabiliteit biedt die minderheidskabinetten gebruikelijk maakt.
Dit verschilt van de gebruikelijke centrumpolitiek, waarin brede consensus wordt nagestreefd maar partijen buiten het politieke midden beperkte invloed hebben. In Nederland ligt de nadruk op compromissen binnen het dominante midden, terwijl in bijvoorbeeld Noorwegen linkse en rechtse flankpartijen juist een structurele rol spelen binnen hun blokken. Hierdoor krijgen zij invloed op het beleid en dragen zij bij aan een breder gedragen consensus binnen de politieke blokken met verminderde onvrede en polarisatie tot gevolg.

## Bredere toepassingen
Voor reguliere besluitvorming is doorgaans een absolute meerderheid genoeg. Het veranderen van grondwetten vereist echter een gekwalificeerde meerderheid van 2/3e deel. Een regering van nationale eenheid zoekt vertegenwoordiging over het gehele politieke spectrum. Raadgevende referenda en burgerberaden vallen ook binnen het model van consensusdemocratie.
Verder kan consensusdemocratie toegepast worden in bedrijven en bij het beheer van een appartementsgebouw, condominium of gated community door de gemeenschap van eigenaars. In deze organisaties nemen de stakeholders (aandeelhouders en of eigenaars) een beslissing in het domein waarover ze zeggenschap hebben, en stellen voor de uitvoering van hun beslissing een verantwoordelijke aan voor de uitvoering.

## Verschil met conflictdemocratie
Het model van consensusdemocratie wordt door prof Adolf Gasser verdedigd als een betere en meer efficiënte vorm van democratie in vergelijking tot de conflictdemocratie. In een conflictdemocratie leiden de meeste onderwerpen waarover een beslissing dient te worden genomen tot een conflict tussen twee partijen. In een consensusdemocratie is er in de periode voor het nemen van een beslissing veeleer een debat tussen de verschillende belanghebbenden in een meer luisterende en constructieve dialoog.
In een representatieve democratie worden de verkozenen ingedeeld in de "meerderheid" en "minderheid". De verhouding tussen de mensen behorende tot de "meerderheid" ten opzichte van de mensen die behoren tot de "minderheid" is er een van permanent conflict. In een ware consensusdemocratie daarentegen is er geen indeling van de verkozenen tussen meerderheid en minderheid en hebben alle verkozenen een uitvoerende functie.
Econometrische correlatiestudies uitgevoerd aan verschillende universiteiten (onder andere professor Lars Feld van de Universiteit van Heidelberg in Duitsland, Gebhard Kirchgasser van de Universiteit St Gallen in Zwitserland en professor Matsusaka van de University of Southern California in de Verenigde Staten) suggereren dat de invoering van consensusdemocratie resulteert in lagere kosten voor dezelfde dienstverlening, in lagere schuldgraad van de overheden, lagere belastingen en het behoud van de financiële beslissingsmacht op het lokale vlak.
Een verklaring voor de mogelijk hogere efficiëntie van consensusdemocratie ten opzichte van conflictdemocratie wordt onder andere gegeven door Bruno S. Frey en Alois Stutzer in "Direct Democracy: Designing a Living Constitution":
...neither constitutional rules, nor courts, nor party competition are particularly successful in reducing the possible exploitation of the general population by the politicians. It is not argued, of course, that the constitutional features elaborated are useless, but that they do not provide a sufficient safeguard against politicians’ rent-seeking. It is therefore desirable to search for, and to seriously consider, other constitutional means of fighting the politicians’ cartel. A referendum, in which all the citizens have the possibility of participating, meets the crucial requirement that it gives decision-making power to people outside the politicians’ cartel.
Een andere aanduiding waarom het model van consensusdemocratie mogelijkerwijze efficiënter is dan het model van conflict democratie of particratie, is dat het model van consensusdemocratie als enige wordt gebruikt voor het bestuur van bedrijven. Immers bedrijven dienen te overleven in een meestal zeer competitieve omgeving. Deze competitie is er niet voor het bestuur van gemeenten, en andere hogere overheden. Dit argument suggereert dat het model van conflict democratie alleen maar kan overleven als bestuursvorm voor overheden, waar er geen concurrentie is van andere bestuursvormen en waar dit via macht kan worden opgelegd.
In een artikel in De Tijd van 24 september 2011 hield de Belgische ondernemer en politicus Roland Duchatelet een pleidooi tot het invoeren van consensusdemocratie in plaats van conflictdemocratie.